# Laajasalo Pukit
I Laajasalo Pukit sono stati una squadra di football americano di Helsinki, in Finlandia.

## Dettaglio stagioni

### Tornei nazionali

#### Campionato

##### Vaahteraliiga
| Stagione | regular season | regular season | regular season | regular season | regular season | regular season | playoff | playoff | playoff | playoff | playoff | playoff   | playoff    |
|          | Vin            | Par            | Per            | Tot            | PF             | PS             | Vin     | Per     | Tot     | PF      | PS      | risultato | avversaria |
| -------- | -------------- | -------------- | -------------- | -------------- | -------------- | -------------- | ------- | ------- | ------- | ------- | ------- | --------- | ---------- |
| 1980     | 1              | 1              | 4              | 6              | 66             | 197            | -       | -       | -       | -       | -       | -         | -          |
| Totale   | 1              | 1              | 4              | 6              | 66             | 197            | -       | -       | -       | -       | -       |           |            |

Fonti: Enciclopedia del Football - A cura di Massimo Mezzetti

##### Syys Cup
Torneo non ufficiale.
| Stagione | regular season | regular season | regular season | regular season | regular season | regular season | playoff | playoff | playoff | playoff | playoff | playoff   | playoff    |
|          | Vin            | Par            | Per            | Tot            | PF             | PS             | Vin     | Per     | Tot     | PF      | PS      | risultato | avversaria |
| -------- | -------------- | -------------- | -------------- | -------------- | -------------- | -------------- | ------- | ------- | ------- | ------- | ------- | --------- | ---------- |
| 1979     | ?              | ?              | ?              | ?              | ?              | ?              | ?       | ?       | ?       | ?       | ?       | ?         | ?          |
| Totale   | ?              | ?              | ?              | ?              | ?              | ?              | ?       | ?       | ?       | ?       | ?       |           |            |

Fonti: Enciclopedia del Football - A cura di Massimo Mezzetti